# Église de la Présentation-de-la-Mère-de-Dieu-au-Temple de Stapar
Pour les articles homonymes, voir Église de la Présentation-de-la-Mère-de-Dieu-au-Temple.
L'église de la Présentation-de-la-Mère-de-Dieu-au-Temple de Stapar (en serbe cyrillique : Црква Ваведење Богородице у Стапару ; en serbe latin : Crkva Vavedenje Bogorodice u Staparu) est une église orthodoxe serbe située à Stapar, dans la province de Voïvodine, dans le district de Bačka occidentale et sur le territoire de la ville de Sombor en Serbie. Elle est inscrite sur la liste des monuments culturels de grande importance de la république de Serbie (identifiant no SK 1176).

## Présentation
L'église a été construite en 1776, à l'emplacement d'un édifice plus ancien. Elle est constituée d'une nef unique prolongée par une abside polygonale ; la façade occidentale est dominée par un haut clocher de style baroque flanqué d'un pignon brisé aux pentes incurvées ; le clocher lui-même est surmonté d'un bulbe légèrement aplati, d'une lanterne et d'une croix. Les façades sont sobrement décorées.
À l'intérieur, l'iconostase, richement ornée, est l'œuvre d'un sculpteur sur bois inconnu ; elle a été peinte par Jakov Orfelin en 1790. Lors d'une restauration de l'église en 1898, Ljudevit Štajner, un artiste de Sombor, a rafraîchi les icônes peintes par Orfelin ; une nouvelle restauration effectuée en 1953 a permis de remettre en valeur le travail d'origine.